# Mala jezgričina RNK
Mala jezgričina RNK (eng. small nucleolar RNA, snoRNK), vrsta nekodirajuće male RNK. Postoji kod eukariota i nekih arheja. Primarno vode kemijske modifikacije inih RNK, uglavnom ribosomskih RNK, prijenosnih RNK i malih jezgrenih RNK. Dva su glavna razreda snoRNK:
- C/D box snoRNK, koji su združeni s metilacijom[2]
- H/ACA box snoRNK, koji su združeni s pseudoridilacijom.[2]

O snoRNK obično se govori kao RNK vodičima (guide RNA), ali ih se ne bi smjeli brkati s RNK vodičima koji upravljaju uređivanjem RNK u tripanosomima.
SnoRNK igra ulogu u genomskom upisu.
SnoRNK genski upućuju ne samo bjelančevine, nego i djeluju kao RNK vodiči, u kojem enzimi enzimi dovode RNK na pravo mjesto. U stanici leže snoRNK, kao skoro sve ostale RNK, ali ne ogoljene nego združene s bjelančevinama poput ribonukleoproteinima, pa se govori o snoRNP-ima (eng. small nucleolar ribonucleoprotein particle, mala jezgričina ribonukleoproteinska čestica).
Modifikacije koje se preko ovih snoRNP-a u ribosomskim RNK uvode esencijalni su za funkciju ribosoma kao dio translacije, i u snRNK esencijalni za izrezivanje (eng. splicing). SnoRNP, kao što ime implicira, može se većinom naći u staničnoj jezgrici (odatle ime jezgričina 0), gdje se modificiraju rRNK, a iznimku čine srodne scaRNK. SnoRNK se kod eukariota unose u staničnu jezgru putem Crm1.
Pored mofikacija nukleinskih kiselina poduprtih putem RNK-vodiča, postoje izravne modifikacije bez pomoći ovih malih RNK, poput metiliranja DNK putem DNK-metiltransferaza, metiliranja 5' kapice ili uređivanje RNK primjerice putem enzima ADAR-a).